# Discalma atomosaria
Discalma atomosaria là một loài bướm đêm trong họ Geometridae.